# 藤田のぼる
藤田 のぼる（ふじた のぼる、1950年 - ）は、日本の児童文学研究者、作家。日本児童文学者協会理事長。

## 経歴
秋田県出身。秋田大学教育学部卒業後、上京。東京都内の私立小学校教諭を経て、日本児童文学者協会に勤務。事務局次長を経て1984年4月より2016年3月末まで同事務局長、2020年6月から同理事長を務める。
『みんなの家出』で第61回産経児童出版文化賞フジテレビ賞受賞。

## 主な著作

### 児童文学評論
- 『児童文学に今を問う』（教育出版センター） 1991年1月 ISBN 978-4763215215
- 『児童文学への3つの質問』（てらいんく） 2001年5月
- 『児童文学の行方 - 読者の視座から児童文学の今を探る』（てらいんく） 2010年4月

### 創作
- 『雪咲く村へ』（那須正幹解説、岩崎書店） 1986年4月 ISBN 4265928196
- 『山本先生ゆうびんです』（岩崎書店） 1987年7月
- 『山本先生ほんばんです』（岩崎書店） 1988年5月
- 『山本先生新聞です』（岩崎書店） 1992年1月
- 『天は人の上に人をつくらず』（岩崎書店） 1993年4月
- 『麦畑になれなかった屋根たち』（童心社） 1995年7月
- 『いいよなんていうもんか』（金の星社） 1996年12月
- 『かみさまのいうとおり』（PHP研究所） 1997年11月
- 『学校しょってどこ行くの』（汐文社） 1998年4月
- 『錨を上げて - ぼくらのブラスバンド物語』（文渓堂） 2001年12月
- 『みんなの家出』（福音館書店） 2013年4月